# NK Krško
NK Krško Prosavje (tot 2023 ook wel bekend als NK Krško) is een Sloveense voetbalclub uit Krško.

## Geschiedenis
De club werd in 1922 opgericht en speelde lang in de lagere regionale reeksen in Joegoslavië en, na de onafhankelijkheid, Slovenië. In 2002 won de club de noordelijke poule in de 3. slovenska nogometna liga en speelde daarna tot 2015 in de 2. slovenska nogometna liga. Daar werd NK Krško in het seizoen 2014/15 kampioen en promoveerde voor het eerste naar de 1. slovenska nogometna liga. In 2019 degradeerde de club naar het tweede niveau waar het vier seizoenen actief zou zijn, tot de degradatie in 2023 een feit werd. In 2023/24 speelde de ploeg voor het eerst sinds 2002 op het derde niveau. In het eerste jaar eindigde de club als tweede.
In 2023 fuseerde de club met NK Posavje Krško en heet sindsdien NK Krško Posavje.

## Eindklasseringen vanaf 1992
| 3 |

| 10 |

| ? |

| 4 |

| 2 |

| 2 |

| 5 |

| 1 |

| 7 |

| 5 |

| 1 |

| 13 |

| 7 |

| 10 |

| 5 |

| 3 |

| 6 |

| 6 |

| 8 |

| 8 |

| 6 |

| 4 |

| 7 |

| 1 |

| 6 |

| 8 |

| 7 |

| 10 |

| 6 |

| 10 |

| 14 |

| 15 |

| 2 |

| Prva Liga | 2.SNL | 3.SNL | Reg. Niv. 4 |